# Forsoningens Dilemma
Forsoningens Dilemma er en dansk oplysningsfilm fra 2010, der er instrueret af Jeppe Kirk Jørgensen og Pernille Bervald Jørgensen.

## Handling
Vil du kunne tilgive den, der har gjort dig ondt? Sierra Leone i Vestafrika har fra 1991-2002 lidt under en brutal borgerkrig. Over 200.000 mennesker blev slået ihjel i kampene mellem regeringstropperne og rebellerne. 2 millioner blev drevet på flugt. Både regeringshæren og rebellerne kidnappede små børn, som blev hjernevasket med stoffer og tvunget til at gå i krig. I krigens sidste fase blev volden grovere. Tusindvis fik hugget arme og ben af, som en advarsel mod at trodse rebellernes vilje. Først for 8 år siden trak FN's sikkerhedsstyrker sig ud af landet.
Mbosa er offer for rebellernes brutalitet. Jonathan er tidligere rebel. De skal nu mødes ansigt til ansigt for første gang siden krigen. Mbosa er overbevist om at Jonathan brændte hans hus og slog hans onkel ihjel. Hvis forsoningen skal lykkedes, skal ofret tilgive rebellen. Men kan han tilgive den mand som har voldt ham så stor smerte? Krigen rædsler har efterladt dybe ar hos hele befolkningen. De tidligere dødsfjender lever nu side om side med et indebrændt had til hinanden. Så længe hadet trives, vil hverken børn eller voksne få en fremtid. Landets fremtid afhænger af befolkningens vilje til at lægge fortidens rædsler bag sig. Ellers risikerer Sierra Leone at blive kastet ud i endnu en altødelæggende borgerkrig. Organisationen Hope Sierra Leone har siden krigens slutning arrangeret forsoningsmøder, hvor fjenderne konfronteres ansigt til ansigt. Ved hjælp af simple dialogøvelser førsøger Hope Sierra Leone at skabe fred og udvikling i det fattige afrikanske land.